# Gonaulax
Gonaulax is een geslacht van wantsen uit de familie van de Scutelleridae (Pantserwantsen). Het geslacht werd voor het eerst wetenschappelijk beschreven door Henri Schouteden in 1903.

## Soorten
Het genus bevat de volgende soorten:

- Gonaulax bergrothi Schouteden, 1903
- Gonaulax grandis (Distant, 1899)
- Gonaulax leroyi Schouteden, 1937